# 井伊直虎
井伊 直虎（いい なおとら）は、戦国時代後期の遠江井伊谷の領主。
「直虎」という署名のある文書は一通しか存在しないが、通説では、江戸時代中期に作成された『井伊家伝記』において、女性ながら井伊家当主になったとされる井伊直盛の娘・次郎法師（じろうほうし）と同一人物とされる。次郎法師は井伊直親と婚約したが生涯未婚で、直親の遺児で後の徳川四天王・井伊直政の養母になったといわれる。
なお、通説は上記の通りだが、直虎の出自や性別、直虎と次郎法師が同一人物か否かについては歴史家・研究者によって意見が分かれている（#「直虎」と「次郎法師」との関係に関する議論参照）。

## 経歴

### 史料上の次郎法師・直虎
井伊氏は、遠江国引佐郡井伊谷を本拠とする国人（国衆）で、16世紀前半には今川氏に従属していた。永禄3年（1560年）、桶狭間の戦いにおいて今川軍に加わる井伊氏当主の直盛が戦死。その跡を養子の直親が継いだとされるが、永禄5年（1562年）12月、直親は家老の小野但馬守（道好または政次）の讒言によって今川氏真に謀反の疑いを持たれ、その申し開きに向かう途中で殺害されたという（なお、直親が家督を継いだという話は事実ではないともされる）。
この後、永禄8年（1565年）9月15日付で、井伊氏の菩提寺である龍潭寺に対して寄進状が出されており、差出人として「次郎法師」の署名がある。龍潭寺の寺領を確認する内容のもので、署名の下には黒印が捺され、書き留め文言は「仍如件」となっている。龍潭寺は井伊氏の菩提寺であるが、私信ではなく公的な印判状となっており、次郎法師が井伊氏の当主として領国支配を行う様子がうかがえる文書とされる。また、永禄9年（1566年）11月には、川名の福満寺の鐘が鋳造されているが、その銘文に「大檀那」として「次郎法師」の名がある。
永禄9年（1566年）、今川氏真が井伊谷一帯（井伊谷と都田川流域）に徳政令を出した。この徳政は2年間実行されなかったが、永禄11年（1568年）11月9日付で祝田郷の禰宜と本百姓に徳政実施を伝える書状が出された。この書状は、今川氏家臣の関口氏経と「次郎直虎」の連署によるもので、この「次郎直虎」が次郎法師の後身と考えられる。
永禄11年8月4日付の「井次（直虎）」宛関口氏経文書（「蜂前神社文書」）からは、この徳政令が「本百姓」の要求で出されたものであり、債権主である「銭主方」の「難渋」で実行が先送りされてきたことが分かる。同文書の文中にある「井主」を「井伊の当主（直虎）」とする『引佐町史』は、瀬戸方久ら富裕な銭主方を権力基盤の1つとする直虎が銭主方と結託して徳政令を拒否したとし、それに対し農民側に立つ祝田禰宜が、井伊氏の家老・小野但馬守と結んで今川氏真の直臣・匂坂尚興に訴えかけ、徳政令実施を勝ち取ったとしている。一方、この文書において徳政令に従わなかったとされる「井主」については、一族の「井伊主水佑」であるとも考えられる。そのうえで、直虎は主水佑同様、徳政実施を渋っていたとする説や、宿老の小野但馬守が徳政実施の訴えに協力していたことなどから、直虎とその周辺は徳政令に賛同していたとする説が見られる。
この後、永禄11年（1568年）12月、甲斐から駿河に侵攻した武田信玄が今川氏真を駿府から追い、同月、徳川家康が井伊谷三人衆（近藤康用・鈴木重時・菅沼忠久）の案内で遠江に侵攻して、井伊谷へと入った。この時、井伊谷は井伊谷三人衆に与えられた。
なお、永禄11年11月9日付の関口氏経・次郎直虎連署判物が「直虎」の名で出された唯一の文書であり、これ以降の同時代史料に直虎の姿を見ることはできない。

### 通説における直虎の生涯
享保15年（1730年）に龍潭寺の住職・祖山が著した『井伊家伝記』において、「次郎法師」は井伊直盛の娘の名とされ、井伊直親の死後、次郎法師が井伊氏の当主になったとされている。『引佐町史』は『井伊家伝記』や『井伊年譜』を参考にしており、それらの史料に基づく内容が通説とされている。
生年は定かではないが、天文5年（1536年）頃の生まれとの説がある。母は新野左馬助親矩の妹・祐椿尼。『井伊家伝記』によると、直盛の養子となった直親は次郎法師と夫婦になる約束だったが、天文13年（1544年）に直親の父である直満が小野和泉守（政直）の讒言によって今川義元に誅殺され、直親は信濃国に逃れることになった。それを受けて、次郎法師は龍潭寺の住持である南渓和尚の弟子となって出家し、南渓和尚から「次郎法師」の名を与えられた。この名は、井伊氏の惣領が「備中次郎」を名乗っていたことに由来する、「僧俗の名を兼ね」た名であるとされる。『井伊家遠州渋川村古跡事』によると、この後直親は弘治元年（1555年）に帰国して、井伊氏の一族である奥山因幡守朝利の娘（永護院殿）と婚姻した。
永禄3年（1560年）に直盛が戦死すると、直親が家督を継いだが、直親は今川氏真から謀反の疑いを持たれ、永禄5年（1562年）に殺害される。永禄6年（1563年）、直盛の祖父である井伊直平が死去し、永禄7年（1564年）、新野左馬助や直親の後見とされた中野直由が引間城攻めの際に戦死した。
こうした状況下で、直虎は母・祐椿尼と直盛の弟で龍潭寺住持である南渓和尚の計らいにより、井伊家の当主となった。『井伊家伝記』には、次郎法師が地頭職を務めたとあり、『引佐町史』は次郎法師が「女性地頭」になったとする。永禄8年（1565年）には、次郎法師は龍潭寺に寄進状を出すなど、当主としての働きをしており、永禄11年（1568年）11月には「直虎」という名乗りを用いて、関口氏経と共に徳政実施を伝える連署状を発給している。小和田哲男は、この時直虎は今川氏により政治的権限を奪われた可能性があるとし、親今川派の小野但馬守が井伊谷領を支配することになったとしている。同年12月に徳川家康が遠江に入ってくると、小野但馬守は井伊谷から逃れた。
直虎の前代である直親には、永禄4年（1561年）に誕生した息子（後の井伊直政）がいた。『井伊家伝記』によると、永禄5年（1562年）に直親が討たれると、直政は母と共に新野左馬助に匿われ、永禄7年（1564年）に左馬助が戦死すると初め龍潭寺へ、その後三河国の鳳来寺へと入った。直政の養母とされる次郎法師は母・祐椿尼と相談の上で、直政の実母を松下源太郎（清景）と再婚させ、直政を松下源太郎の養子とした。直政は天正3年（1575年）に徳川家康に出仕するが、直政が家康にお目見えする際、次郎法師と祐椿尼は小袖2つを仕立てたという。

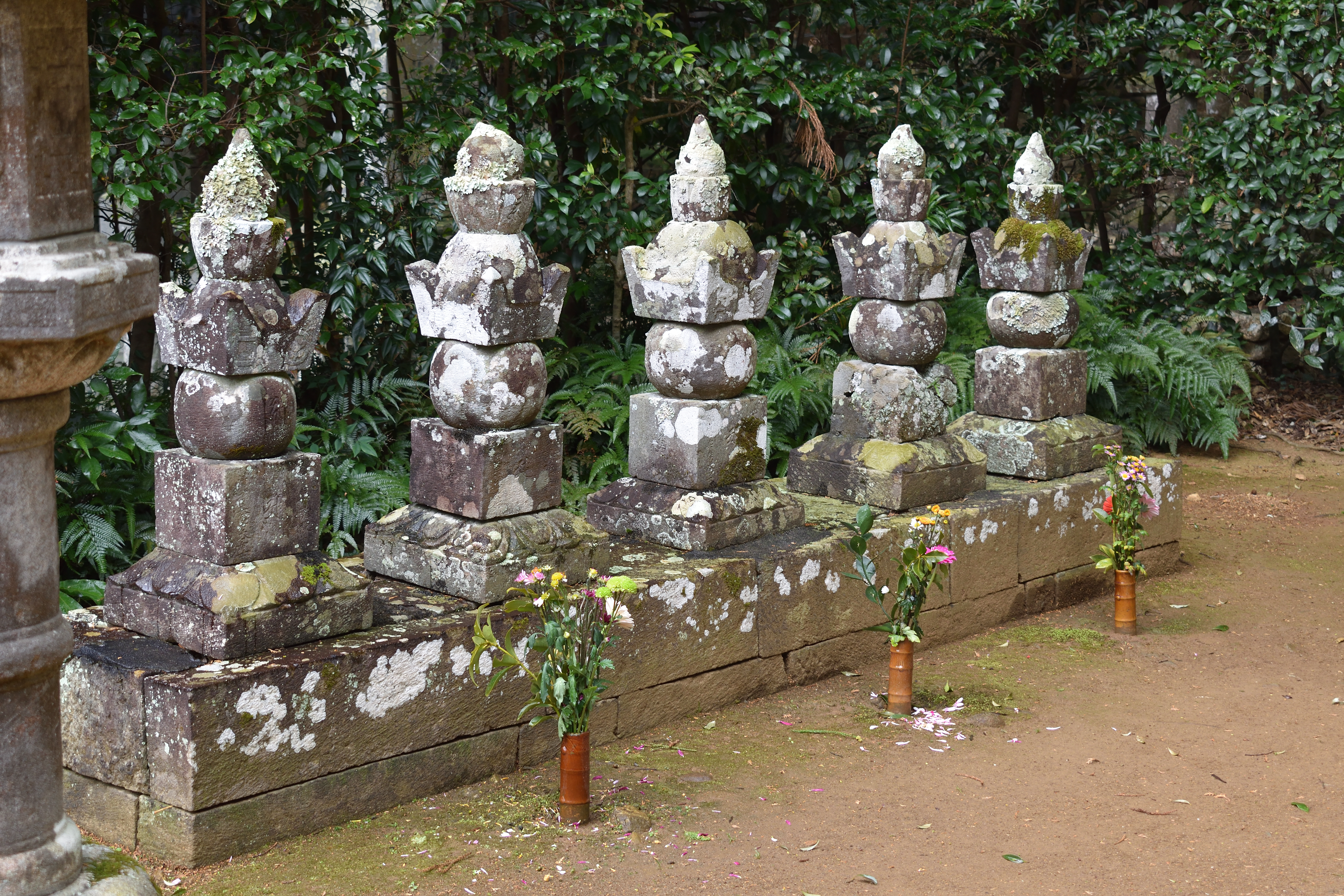
龍潭寺境内の井伊氏一族の墓。左から直政、直親室（永護院殿）、直親、次郎法師（直虎）、祐椿尼。

『井伊家伝記』では、次郎法師は祐椿尼と共に龍譚寺の松岳院で過ごし、天正10年（1582年）8月26日に死去したとされる。法名は妙雲院殿月船祐円大姉。死去した際の戒名は月泉祐圓禅定尼で、亡骸は自耕庵（後の妙雲寺）に葬られたと伝わる。龍潭寺の井伊家墓所では、直虎（妙雲院殿月船祐円大姉）の墓は直親の隣にある。

### 異説
次郎法師やそれと同一人物とみられる直虎が女性であるという証拠は、後世の系図や『井伊家伝記』などの編纂物にしかないと指摘される。
「次郎法師」という名については、織田信長の「吉法師」など、男子の幼名として「法師」の付く名が他にも見られることから、「次郎法師」も男子の幼名と考えることができる。また、次郎法師が龍潭寺に宛てて出した寄進状が男性が用いる真名文（漢字を使用した文）で書かれていることや、元服前の男子が用いる黒印が捺されていることも、次郎法師が男性であることの裏付けとなる。さらに、永禄11年（1568年）11月9日付の連署判物において直虎は花押を据えているが、戦国時代の女性は文書を発給する際、印判を用いるのが一般的であり、花押を使用した例は確認されていない。
直虎の出自について、鈴木将典は井伊直盛の男子と推定。また、『雑秘説写記』に「井之次郎」が「関口越後守（氏経）子」とあることなどから、複数の研究者らが関口氏経の男子であるとしている（#「直虎」と「次郎法師」との関係に関する議論参照）。直虎が関口氏経の子である場合、井伊直盛の娘と婚姻して婿養子になったものと考えられ、この直虎の妻が従来次郎法師や直虎とされた人物（法名妙雲院殿月船祐円大姉）であるとみられる。
誕生年は、永禄11年（1568年）に仮名の「次郎」と実名の「直虎」を名乗っていることから、その年に一般に元服の行われる15歳で元服したと仮定すると、天文23年（1554年）の生まれということになる。
永禄11年（1568年）12月、徳川家康が遠江に侵攻すると、直虎の消息は不明となる。『河手家家譜』によると、直虎は駿河の花沢城に逃れる途中で討死したという。

## 「直虎」と「次郎法師」との関係に関する議論
祝田郷の有力者宛に徳政令の実施を命する書状に「次郎直虎」の署名が見られる以外に、「井伊直虎」という名の人物についての同時代史料がほとんどないことから、その実態、ひいては性別についても様々な議論、異説が存在している。
井伊直虎＝次郎法師（女）とされた根拠は、先述の徳政令の書状の署名より「当時“次郎直虎”と名乗る領主が居た」ことと、戦国時代の井伊直平とその子孫の活躍、井伊直政の幼少期までが叙述される『井伊家伝記』における、“次郎法師”が同国の国衆・井伊氏の事実上の当主を務めたという記述による。当時の史料や、『井伊家伝記』自体には次郎法師が「直虎」を名乗ったという明確な記述はない。また、『井伊家伝記』自体も、誤伝を含む地元の伝承をもとにして記述されており、史実とは言い難い内容も多い史料である。特に井伊直親と許嫁であったという点は、直親が信州に逃れた天文13年（1544年）時点で、直親は10歳、直盛は19歳であり、この時その娘（直虎）が生まれていたとしても、出家しようという判断力のある年齢ではないため、史実ではなく創作されたものとする考えもある。大石泰史は、「次郎法師、そして直虎が男性か女性かは断定出来ない」と著書で述べつつも、「同時期に井伊家内部で「次郎」を名乗る人物が二人いたとは考え難く、次郎法師と次郎直虎は同一人物であろう」と推測している。
このような状況下で、2016年（平成28年）12月、京都市の井伊美術館館長・井伊達夫が「『井伊直虎は女性（次郎法師）ではなく別人の男性』と示す史料が新たに確認された」と発表した。それによると、「『井伊直虎』とは今川氏家臣・関口氏経の息子（次郎法師の母方の従兄弟にあたる人物）を「井伊次郎」と名乗らせて当主としたものであり、井伊直盛の娘である次郎法師とは別人である」という。発見された史料は、享保20年（1735年）に編集された『守安公書記』（全12冊）で、その中には寛永17年（1640年）に新野親矩（井伊直盛の妻及び関口氏経の兄弟）の孫で井伊家家老を務めた木俣守安が聞き書きした記録を、子孫の木俣守貞が筆写したという『雑秘説写記』も収められていた。井伊館長が約50年前に骨董品店で入手した史料の中にあり、取材をきっかけに読み返したところ「井伊次郎」の記述を見つけたという。史料内では今川氏真の配下にあった井伊家について記されており、井伊谷の領地が新野親矩の甥で、先述の関口氏経の子である「井伊次郎」に与えられたと後から書き加えられた形での記述があり、これが別人説の根拠とされる。一方で同史料中の記述は「井伊次郎」に留まり、「直虎」の文字は見当たらなかったという。
| 主張者     | 両者の関係 | 性別                          | 出自                                          |
| ---------- | ---------- | ----------------------------- | --------------------------------------------- |
| 井伊達夫   | 別人       | 女性（次郎法師） 男性（直虎） | 井伊直盛の娘（次郎法師） 関口氏経の子（直虎） |
| 小和田哲男 | 同人       | 女性                          | 井伊直盛の娘                                  |
| 黒田基樹   | 同人       | 男性                          | 関口氏経の子 （井伊直盛の娘婿か？）           |
| 磯田道史   | 別人       | 女性（次郎法師） 男性（直虎） | 井伊直盛の娘（次郎法師） 関口氏経の子（直虎） |

小和田哲男は、『守安公書記』が江戸時代に書かれたもので同時代史料でないこと、当該の「井伊次郎」が直虎である記述がないこと、「次郎」は井伊家総領代々の仮名であり、次郎法師が存在する段階で別の人物が「井伊次郎」を名乗るのは考えにくい点を指摘している。また、『龍潭寺文書』中に次郎法師名で発給された印判状があり、出家した次郎法師が一時的にではあれ井伊谷を支配していたことは明らかである」としている。
黒田基樹は、『雑秘説写記』における「井伊次郎」が関口氏経の息子であるという記述について、唯一確認されている直虎の発給文書において直虎との関連性が不明だった関口氏経が連署している理由として十分であるとし、これをもって直虎の出自が関口氏であると「確定されたといってよい」と断じている。また、次郎法師が発給した永禄8年の龍潭寺寄進状において、書式が男性が使用する真名文であること、花押ではなく黒印が用いられていることから、次郎法師は元服前の男子だったと考えられるため、次郎法師は直虎の幼名であったと推定している。その後、黒田は井伊直親の家督継承と誅殺事件にも疑念を呈する立場から井伊家の動向を整理し、桶狭間の戦いで井伊直盛が戦死した際、直盛には娘（従来、「次郎法師」「井伊直虎」とされてきた女性）しかいなかったために井伊谷領は今川氏の直接支配下に置かれていたが、今川氏御一家衆（一門）出身である「井伊次郎」を婿養子に迎えることで井伊家が再興されたと結論付けている。
柴裕之は黒田同様、井伊直虎を関口氏経の男子とし、次郎法師をその幼名としている。また、直虎が男性で、次郎法師はその幼名であるというという見方は鈴木将典も示している。糟谷幸裕は『雑秘説写記』に記された「直虎の氏経実子説に蓋然性を認めている」と述べ、次郎法師が直虎の幼名である可能性にも言及している。
磯田道史は、瀬戸方久宛今川氏真判物によれば永禄11年（1568年）9月においては次郎法師が井伊谷の支配者であったと今川氏が認識していたと指摘し、その上で同年11月の書状に「直虎」の名前が急に登場することから、磯田は武田・徳川の圧力を受けて滅亡寸前だった氏真が、次郎法師が支配する井伊谷に傀儡当主、すなわち直虎を送り込んだが、翌12月の家康の井伊谷併呑と今川家滅亡によって追い出されたと推測した。この主張は、「井伊次郎法師（女性）≠井伊次郎直虎（男性）」という点では井伊達夫と一致しているものの、二人ともが当主の座についているという立場である。
また渡邊大門は、「『守安公書記』『雑秘説写記』は江戸中期に成立した編纂物で、そのまま史実と認めるにはいかず、ほかの裏付けとなる史料による検証が必要であろう」と慎重な姿勢をとっている。

## 関連作品
小説
- 梓澤要『女（おなご）にこそあれ次郎法師』（2006年1月、新人物往来社）
- 高殿円『剣と紅 戦国の女領主・井伊直虎』（2012年11月、文藝春秋）
- 火坂雅志「井伊の虎」（2012年6月、『オール讀物』/2013年3月、文藝春秋刊『常在戦場 家康家臣列伝』収録）
- 安部龍太郎「湖上の城」（2016年9月、『オール讀物』/2016年9月、文藝春秋刊『おんなの城』収録）
- 楠木誠一郎『戦国の尼城主 井伊直虎』（2016年9月、河出書房新社〈河出文庫〉）
- 岳真也『直虎と直政 井伊谷の両虎』（2016年11月、作品社）
- 高橋直樹『直虎 乱世に咲いた紅き花』（2016年11月、潮出版社〈潮文庫〉）
- 山名美和子『直虎の城』（2016年12月、時事通信社）
- 愛須隆介『女城主直虎と信長』（2017年6月、郁朋社）

児童書
- 藤咲あゆな「井伊直虎 過酷な運命にもまれた不屈の風」（2013年7月、集英社刊『戦国姫 風の巻』〈集英社みらい文庫〉収録）
- 越水利江子・椎名優（絵）『戦国の姫城主井伊直虎』（2016年11月、KADOKAWA〈角川つばさ文庫〉）
- 那須田淳・十々夜（絵）『井伊直虎 戦国時代をかけぬけた美少女城主』（2016年11月、岩崎書店〈フォア文庫〉）
- 時海結以『井伊直虎 民を守った女城主』（2016年12月、小学館〈小学館ジュニア文庫〉）

テレビドラマ
- 『おんな城主 直虎』（2017年、NHK大河ドラマ、 演：柴咲コウ〈少女期：新井美羽〉）

舞台
- 『井伊直政誕生物語』（2013年9月25日）、静岡県浜松市北区神宮寺川緑地）→『井伊直虎と徳川家康』（劇団砂喰社公演（2015年10月 - ）
- 『井伊直虎誕生物語』（TEAM直虎公演、（2017年1月 - ）

ゲーム
- 戦国大戦（セガ・インタラクティブ、声：古川小百合〈1560 SR井伊直虎〉、土谷麻貴〈15XX SS井伊直虎〉、斎藤千和〈1590 SR井伊直虎、1600 宴SR井伊直虎〉）
- 戦国無双シリーズ（コーエーテクモゲームス、声：斉藤佑圭）
- 戦国IXA（スクウェア・エニックス）
- 戦国BASARAシリーズ（カプコン、声：坂本真綾）
- 信長の野望・大志（コーエーテクモゲームス、声：石井ゆかり）